# Polygonatum hybridum
Polygonatum hybridum är en sparrisväxtart som beskrevs av Christian Georg Brügger. Polygonatum hybridum ingår i släktet ramsar, och familjen sparrisväxter. Inga underarter finns listade i Catalogue of Life.